# Kate Bensberg
Kate Bensberg (Saint Louis, Missouri, Estats Units d'Amèrica, 27 de desembre de 1861 – Florència, Itàlia, 1 de febrer de 1939) fou una soprano operística estatunidenca, que va obtenir un enorme èxit al seu país a finals de la dècada de 1880.

## Biografia
Va néixer al llarg de la guerra de secessió estatunidenca com una dels vuit fills de l'alemany Gerhard Bensberg (Colònia, Alemanya, 1827 – Saint Louis, 23 de maig de 1888), un empresari i capità veterà de la guerra amb Mèxic i de la guerra civil estatunidenca, i de la seva esposa holandesa Katherine Bensberg, de soltera Weijers (Nimega, Països Baixos, 1832 – Saint Louis, 18 de setembre de 1905). Els pares de Gerhard havien emigrat als EUA i arribat a Saint Louis l'any 1850, uns anys abans de l'inici de la guerra civil.
Kate Bensberg va cantar a cors d'església locals i després dels seus estudis inicials a l'institut, va marxar a Stuttgart on els va completar amb la soprano alemanya Marie Schröder-Hanfstängl.
Va debutar en el paper de Cherubino de Les noces de Figaro de Wolfgang Amadeus Mozart al Teatre Kroll (Krolloper) de Berlín, el juny de 1883. Va continuar amb els papers d'Aghata de Der Freischütz de Carl Maria von Weber, de Pamina a Die Zauberflöte de Mozart i d'Anne Page a Die lustigen Weiber von Windsor (Les alegres casades de Windsor) de Carl Otto Nicolai.
Va ser contractada llavors per la companyia londinenca English Opera del violinista i empresari alemany Carl Rosa, actuant al llarg de dos anys a Londres. En aquesta ciutat va rebre lliçons de cant d'Alberto Randegger, compositor i professor de cant italià establert a Londres. Kate va debutar amb aquesta companyia com a Arline de The Bohemian Girl de Michael Williams Balfe el 15 de gener de 1884 al Royal Court Theatre de Liverpool. Va interpretar a més les següents òperes amb la companyia: Carmen de Georges Bizet (com a Paquita), La Esmeralda de Louise Bertin (com a Fleur de Lys), Faust de Charles Gounod (com a Siebel), Der Bettelstudent (en anglès, The Beggar Student) de Carl Millöcker (com a Stephania), Mignon d'Ambroise Thomas (com a Frédéric), The Lily of Killarney de Julius Benedict (com a Ann Chute), Manon de Jules Massenet (com a Pousette). Va tancar la seva etapa a Anglaterra el juny de 1885 a Liverpool, amb l'òpera Manon, cantada en anglès.
El juny de 1885 va tornar al seu país, sent contractada per l'American Opera Company, que llavors s'estava organitzant. El 16 de setembre fa oferir un concert al Memorial Hall de Saint Louis en companyia del baríton W. Mather Porteous, com a inici de la temporada local de concerts. El 17 de novembre va participar en un concert a la Sala Steinway de Nova York. Va debutar en escena als EUA l'any 1886 amb l'òpera The Taming of the Shrew (Der Widerspenstigen Zähmung, La feréstega domada) de Hermann Goetz, en el paper de Bianca. La representació, que de fet era la primera d'aquesta òpera en aquell teatre, va tenir lloc a l'Academy of Music de Brooklyn, Nova York, el 4 de gener de 1886, sota la direcció musical de Theodor Thomas. Els companys de repartiment van ser Pauline L'Allemand (soprano, Katherine) –que debutava als EUA–, William H. Lee (baríton, Petruchio), W. H. Hamilton (baix, Baptista), Alonzo E. Stoddard (baríton, Hortensio), William H. Fessenden (tenor, Lucentio), Edward J. O'Mahoney (baix, Grumio) i John Howson (baix, un sastre). La finalitat d'aquesta companyia era la d'oferir òpera en anglès i amb intèrprets estatunidencs. La companyia, amb pocs recursos financers, no va arribar a bon port, desapareixen en poc temps i sense haver pagat al director musical, segons ell.
A continuació va marxar a Wilmington (Delaware) per a participar com a Micaela en dues representacions de l'òpera Carmen de Georges Bizet, amb la companyia Strakosch Grand English Opera, de l'empresari alemany Max Strakosch (nascut a Brno, avui en dia pertanyent a la República Txeca). El nom de la companyia feia referència a la llengua emprada pels texts de les obres presentades: totes en anglès. Amb la mateixa companyia, el 28 de gener va cantar a Richmond (Virgínia) el paper de Lady Harriet Durham ("Martha") a Martha de Friedrich von Flotow, repetint obra pocs dies després a Wilmington. La gira d'aquesta companyia va continuar per altres ciutats i altres estats, amb Kate Bensberg cantant sempre aquest paper de Martha o el de Micaela de Carmen. El març va incorporar a Indianapolis el paper de Marguerite de l'òpera Faust de Charles Gounod, més endavant al llarg de la gira, també el mes de març, el d'Annie Page de Die lustigen Weiber von Windsor i el paper d'Eurídice de l'òpera Orfeu i Eurídice de Christoph Willibald Gluck, amb la contralt Mathilde Philipps com a Orfeu, de nou a Saint Louis. La següent etapa de la gira els portà a Chicago, on Bensberg incorporà al McVicker's Theatre una nova òpera al seu repertori: Lakmé de Leo Délibes, una obra que repetí a altres teatres durant la gira.
Després del període de vacances, el mes d'octubre interpretà a Springfield (Ohio) el paper principal, la reina de Lleó Maria Dolores, de l'òpera The Sleeping Queen de Michael Williams Balfe. Aquesta obra la van portar en gira per diferents ciutats i estats. La importància de la cantant en aquesta companyia queda palesa per l'ús indistint a la premsa del nom de la companyia i també del de Bensberg Grand Opera Company, tot i que continuà gestionada per Max Strakosch. La carrera de Kate era supervisada pel seu pare i en alguns moments pel seu germà Robert Bensberg. La premsa presentava a la cantant com "la més jove prima donna dels EUA", quan ella tenia 25 anys. Després de deu setmanes de gira, tornava a mitjans de desembre a casa seva per uns setmanes de descans. Un mes més tard va recomençar la gira d'òperes amb la mateixa companyia i el mateix repertori: The Sleeping Queen, Martha i Faust, bàsicament. La temporada va tenir el seu fi el mes de juny de 1887, anunciant-se poc temps després que la companyia continuaria la temporada següent.
El mes d'octubre de 1887 la companyia va obrir temporada amb una nova òpera del seu repertori: L'ombre de Friedrich von Flotow, una òpera que s'havia estrenat el 7 de juliol de 1870 a l'Opéra-Comique de París. En aquesta obra Kate feia el paper de Vespina. La companyia, sota el nom de Kate Bensberg English Opera Company, era aleshores gestionada per un altre empresari, Albert Patterson. El mes de desembre la companyia va incorporar al repertori l'òpera L'Éclair de Fromental Halévy, una obra que es va estrenar també a l'Opéra-Comique de París, el 1835. En aquesta òpera interpretava el paper d'Henriette. La gira comprenia en aquell moment tres òperes completes –L'ombre, L'Éclair, The Sleeping Queen– i un acte de l'òpera Martha, amb quatre cantants: Kate Bensberg, Louise Engel (contralt), Ross David (tenor) i Ed Knight (baríton), amb la direcció musical de Carlos A. Serrano. Al llarg d'aquesta temporada, el 23 de maig de 1888, moria a Saint Louis en Gerhard Bensberg, pare de la cantant. La temporada va acabar el mes de juny.
El novembre de 1888 va començar la nova temporada de la companyia, que va continuar amb el repertori de l'anterior i amb el canvi de baríton, tessitura ara representada per Heber Wolsey. En gira permanent de ciutats i estats, la fama de la cantant es va veure reflectida fins i tot en el fet que se li posés el seu nom a un bon cavall de carreres, el Kate Bensberg. El juny de 1889 Kate, la seva germana Dora i la seva mare marxaven a Europa, donant per acabada l'època de la seva companyia d'òpera. Kate volia estudiar cant a París i esdevenir una cantant d'òpera de gran nivell.
Es van instal·lar a París, on Kate es va inscriure a classe de la afamada professora alemanya Mathilde Marchesi. És evident que per Kate, que sens dubte parlava de manera natural l'alemany i que havia estudiat a Stuttgart, tenir una professora de parla alemanya suposava una avantatge. Amb ella va estudiar fins al concurs de final de curs del 21 de juny de 1890, que va tenir lloc a la Sala Érard de París. Una curiosa notícia, d'octubre de 1890, ens informa que Kate participava sovint en actes religiosos a la capella estatunidenca del carrer Berry de París.
Després del estudis a la ciutat francesa va marxar a Itàlia, contractada per l'editor italià Edoardo Sonzongo. El març de 1891 va cantar el paper d'Ofèlia de l'òpera Hamlet d'Ambroise Thomas a Gènova. Va arribar a Barcelona l'abril de 1891 per a la temporada de primavera del Gran Teatre del Liceu, a la qual va interpretar una única òpera, Otello de Giuseppe Verdi, a partir del dia 25 d'aquell mes, en el paper de Desdemona. Al llarg de la temporada una altra soprano interpretà també aquest paper: Eva Tetrazzini. Els companys en aquella ocasió van ser Franco Cardinalli (Otello), Eugeni Labán (Jago) i Alfredo Zonghi (Cassio), sota la direcció d'Edoardo Mascheroni. Kate no tornaria mai més al teatre barceloní.
El mes de novembre de 1891 va fer el paper de Gilda de Rigoletto de Verdi, al Teatro Garibaldio de Pàdua, paper que repetí al desembre al Teatro Bellini de Nàpols i més tard cantà al Teatro Curci de Barletta el gener de 1892 i al San Carlo de Nàpols el març del mateix any.
Va ser contractada per a la temporada 1891-1892 del Teatro São Carlos de Lisboa, en una companyia d'òpera italiana a la qual també hi participaven Emma Zilli, Adalgisa Gabbi, Adelaide Borghi-Mamo, Gregorio Gabrielesco i altres, amb la direcció musical de Marino Mancinelli.
El desembre de 1891 va participar en les representacions de I Puritani de Vincenzo Bellini al Teatro Curci de Barletta, en el paper d'Elvira. El mes de gener de 1892 va fer el paper de Philine de l'òpera Mignon al Teatro Comunale de Ferrara. El mes de maig de 1892 va ser el torn del paper de Violetta de La traviata de Verdi al Teatro Degli Industri de Grosseto i el mes de setembre, al Teatro Sociale de Varese, el paper de Rosina d'Il barbiere di Siviglia de Gioachino Rossini. El més següent era el torn del paper de Norina de l'òpera Don Pasquale de Gaetano Donizetti al mateix teatre de Varese. El febrer de 1893 va cantar el paper de Nedda de l'òpera Pagliacci al Teatro Sociale d'Udine, un rol que repetí el mes de novembre al Teatro Rossini de Venècia.
El 13 de maig de 1894 es presentava a Buenos Aires amb una companyia d'òpera italiana interpretant al Teatro Coliseo l'òpera Gli Ugonotti de Giacomo Meyerbeer. Al costat de Bensberg van cantar Teresa Arkel, Maria Giudice, Benedetto Lucignani, Guglielmo Caruson, Remo Erconani i Luigi Broglio. El mes de juny va cantar al mateix teatre el paper d'Inés de L'Africana de Meyerbeer i el juliol el de Micaela de Carmen. La gira va continuar, com era habitual a l'època, pel Teatro Solís de Montevideo, on Kate va participar en tres òperes: L'Africana, Carmen i Gli Ugonotti, totes tres cantades en italià.
El 29 d'abril de 1895 es va casar amb l'italià Gaetano Barracchia (1861-1901), de qui va enviudar el 14 de març de 1901. L'octubre d'aquell any va tornar a cantar el paper de Rosina d'Il barbiere di Siviglia, ara al Teatro Quirino de Roma. El 29 de novembre de 1895 apareix el seu nom com a participant en una La traviata al Teatro Mercadante de Nàpols al costat d'un jove tenor italià que iniciava la seva carrera: Enrico Caruso. L'abril de 1896 va tornar a cantar al paper de Nedda de Pagliacci, ara a Florència, al Teatro Politeama Vittorio Emanuele.
Després d'una llarga temporada d'absència dels escenaris, deguda al seu matrimoni i a la seva maternitat, el març de 1896 havia nascut la seva filla Margherita, l'any 1898 es va traslladar a Londres, on va participar en els Proms el 17 de setembre de 1898, al teatre Queen's Hall, una aparició anunciada erròniament com a la seva primera a l'Anglaterra. Va participar a continuació en alguns en concerts, cantant àries de Die letzten Dinge de Ludwig Spohr, d'El Messies de Georg Friedrich Händel, de La Creació de Joseph Haydn, de La rédemption de Charles Gounod i de l'Oratori de Nadal de Camille Saint-Saëns, entre altres peces, i en alguns concerts obres completes, com ara La Creació de Haydn el desembre de 1898 al Queen's Hall de Londres.
El setembre de 1899 tornava als escenaris operístics, interpretant a Manchester el paper d'Elvira de l'òpera La Muette de Portici (anunciada com a Masaniello) de Daniel Auber, amb la companyia Moddy-Manners Opera Company, una empresa creada pel matrimoni Fanny Moody i Charles Manners. Amb la mateixa companyia va interpretar també el paper principal de l'òpera Maritana de William Vincent Wallace. El febrer de 1900 va interpretar el paper de Leonora d'Il trovatore amb la mateixa companyia. El juliol de 1900 es va anunciar que havia estat contractada per Georges Musgrove per a una gira operística per Austràlia, tot i que no consten intervencions seves en aquest país.
Un cop retirada definitivament va tornar a Florència, obrint una escola de cant, fent viatges ocasionals al seu país d'origen, acompanyada en alguns per la seva filla. Margherita Maria esdevindria també cantant (soprano) i professora de cant.
Kate Bensberg morí a Florència l'u de febrer de 1939 a conseqüència d'una grip.